# Il buon compatriotto
Il buon compatriotto è un'opera teatrale in prosa in 3 atti di Carlo Goldoni. Messa in scena con scarso successo la prima volta a Venezia il 26 dicembre 1761, fu replicata soltanto per due sere durante il Carnevale del 1762.

## Trama
Venezia. Ridolfo si impegna con tre donne diverse. Solo abbandonando la città, riesce ad uscire dalla situazione intricata e imbarazzante in cui si era cacciato.

## Poetica
Con questa commedia, l'autore realizza una sorta di allegra risurrezione delle maschere (Pantalone, Balanzone, Traccagnino e Brighella), forse per la necessità di misurarsi nuovamente con il vecchio teatro, visto che stava per lasciare Venezia per Parigi, dove l'autore avrebbe dovuto assecondare i gusti di un pubblico che voleva veder rappresentati proprio i personaggi della commedia dell'arte. L'azione, benché vecchia e meccanica, corre rapida e agile e i personaggi divertono con l'arguto cicaleccio e con le gaie movenze..